# Morpho fournierae
Morpho fournierae är en fjärilsart som beskrevs av Le Moult 1931. Morpho fournierae ingår i släktet Morpho och familjen praktfjärilar. Inga underarter finns listade i Catalogue of Life.